# Enoftalmia
La enoftalmia o enoftalmía (del griego: ‘en-’, ‘por dentro’; y ὀφθαλμός, en forma latinizada ofthalmós, ‘ojo’) es la posición anormal del globo ocular, que se halla situado en la órbita más profundamente que en estado normal. Es un síntoma que puede hallarse en diversas afecciones (parálisis del simpático cervical, fiebres graves); es permanente o transitorio, o bien alterna con la exoftalmía.
La enoftalmia y exoftalmia alternas (Terson) es una afección rara, espontánea o de origen traumático, en la cual es habitual la enoftalmía, pero deja paso a la exoftalmía bajo la influencia de un esfuerzo o de la compresión de las yugulares.